# Jean Baptiste Haussard
Jean Haussard (ou Haussart), dit Jean Baptiste Haussard, né vers 1679-1680 à Dannevoux, et mort le  22 décembre 1749 à Paris, est un dessinateur et graveur français.

## Biographie
« J. Haussard Sculpsit Parisiis », « Jean Haussart », « Jean Haussard Sculp. », et « JB » sont les quatre formes de signatures les plus courantes — mais il n'a pas signé toutes ses compositions – apposées au bas des estampes de ce graveur de reproduction, dont les premiers travaux remonteraient à 1702,.
Sa date de naissance varie sensiblement suivant les répertoires et dictionnaires : « vers 1700 » pour Michael Huber (Manuel des curieux, VIII, 1804), « 1696 » pour Portalis et Beraldi (II, 1881), et enfin « 1679-1780 » pour Saur (2011) lequel ajoute un second prénom, Baptiste, et une ville de naissance, Dannevoux.
On ignore qui fut le maître de Haussard, mais il commence par imiter le style de Benoit Audran. Il demeure dans un premier temps à Paris, rue du Plastre, avant 1733, puis rue Saint-Jacques à l'angle de la rue de la Parcheminerie.
Haussard est le père de deux filles, toutes les deux graveuses, Catherine et Élisabeth Haussard,.

## Œuvre

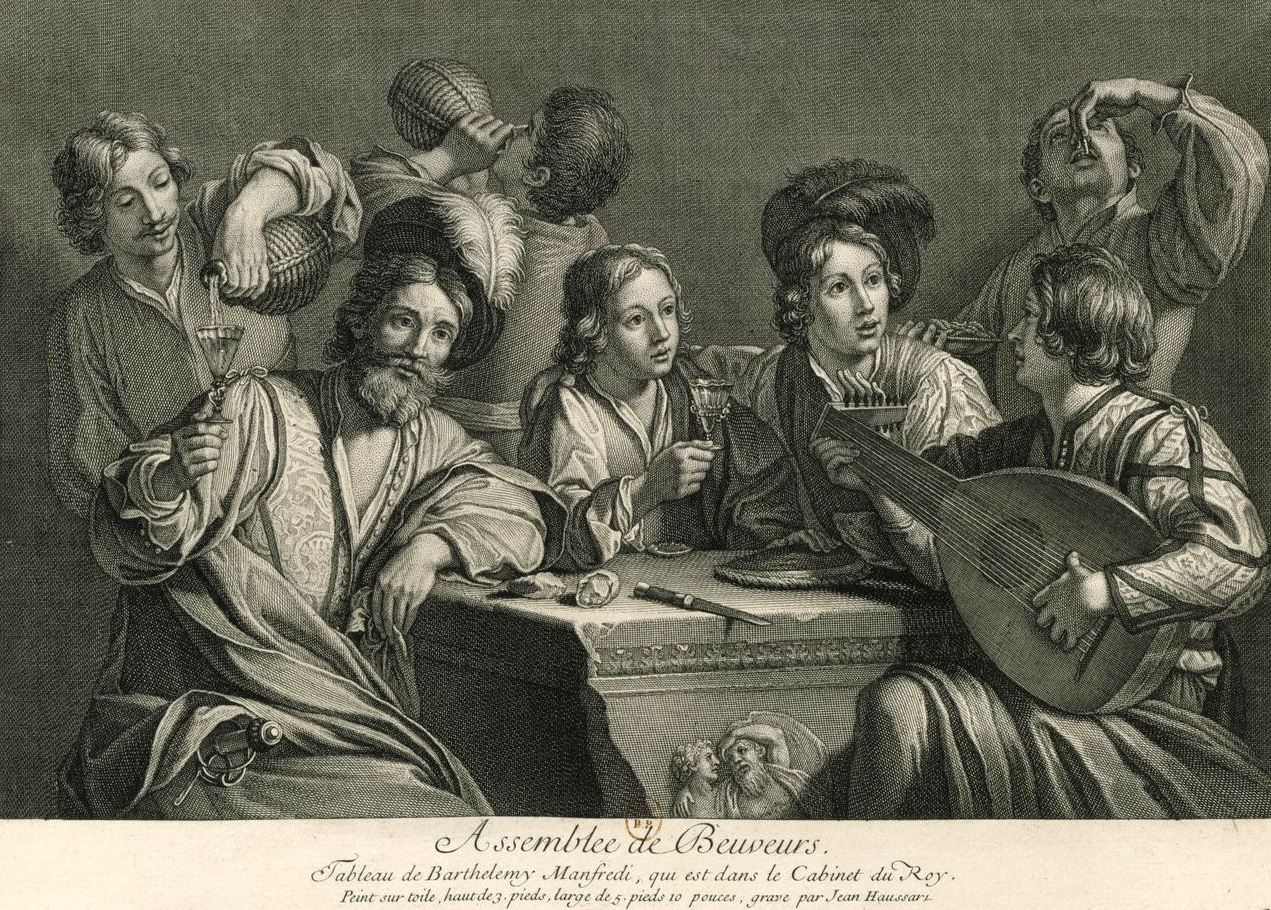
Assemblée de beuveurs (1729), gravure d'après le tableau de Bartolomeo Manfredi.

L'œuvre de Haussard est représentative de ces artistes qui, bien que compétents en pratique, n'ont ni grand talent ni ingéniosité et sont contraints d'accepter des commandes très diverses pour assurer leur subsistance. Elle comprend deux groupes : des gravures de reproduction de maîtres anciens et contemporains, et des illustrations d'ouvrages techniques et scientifiques.
Vers 1702-1703, il reçoit commande de quatre planches d'après Pierre-Denis Martin, des scènes de batailles tirées de la Guerre de Succession d'Espagne. Il collabore ensuite au Recueil de cent estampes représentant différentes nations du Levant (1714) de Charles de Ferriol et d'après des compositions de Jean-Baptiste van Mour.
Pour le Recueil Crozat (1729-1742), il produit pas moins de sept estampes.
Entre 1723 et 1736, il produit une séquence de 25 gravures destinées à une édition illustrée du Don Quichotte, réalisées à partir de cartons que Charles Antoine Coypel avaient conçu pour la manufacture des Gobelins. D'après Alexandre Souville, il réalise ensuite deux feuilles pour l'édition des Aventures de Télémaque (1730), de Fénelon. 
On compte quelques planches pour l'édition française de la Théologie astronomique (1729) de William Derham ; pour le recueil du Sacre de Louis XV, Roy de France et de Navarre, dans l'Église de Reims (1731) d'après des dessins de Pierre Dulin ; pour l‘Histoire générale et particulière de Bourgogne (1739) d'Urbain Plancher ; pour le Mémoires pour servir à l'histoire des insectes (1742) de Réaumur et enfin pour l’Histoire générale de la marine (1746) de Jean-Baptiste Torchet de Boismélé, et l‘Histoire romaine (1748) de Bernard Routh (en).
Haussard exécute aussi des commandes pour des tirages à la feuille, hors recueil, comme ces 5 feuilles d'après Jacques Courtin (1746), ou encore ces 8 gravures (non datées), des scènes de genre, d'après Jean-Nicolas de La Hire.